# Cueva Horada
Cueva Horada es un yacimiento arqueológico que está situado en el municipio español de Darro, provincia de Granada. Se abre a la vertiente sureste de las últimas estribaciones de Sierra Arana, una de las más meridionales dentro del dominio subbético, a 1.217 metros sobre el nivel del mar y dista de la localidad de Darro 2,5 kilómetros, accediéndose a ella por la carretera general número 324. 

## Arqueología del yacimiento
El yacimiento de Cueva Horada fue documentado por el insigne hispanista Hugo Obermaier, quien lo visitó en 1916. Por las muestras recogidas entonces, consideró que la secuencia cultural de la cueva pertenecía al musteriense. Posteriormente el yacimiento ha sido objeto de intervenciones arqueológicas a cargo de J. C. Spanhi y M. Pellicer y, finalmente, entre 1979 y 1983, también fue excavada por un equipo en el que estaban integrados tanto el Servicio de Arqueología de la Diputación de Granada, como el Patronato de la Cueva del Agua.
Como producto de estas fases investigadoras, se amplió la horquilla cronológica de la secuencia cultural constatada en la misma, al paleolítico inferior y superior, amén de confirmarse la presencia musteriense y un epiuso neolítico y calcolítico. En suma, se constató la frecuentación del lugar por grupos de cazadores y recolectores paleolíticos durante el intervalo de tiempo que media entre hace 100.000 y 30.000 años, siendo ocupada posteriormente, en la prehistoria reciente, pero con menor intensidad.

## Geología del yacimiento
La columna estratigráfica de la cueva está representada casi en su totalidad por materiales calizo-dolomíticos, en cuya base se encuentra un tramo de dolomías sobre el que se sitúa otro de calizas blancas azoicas cuya potencia máxima es de 300 metros y que se estima que pertenecen a la parte más alta del Lías Inferior. En estos materiales calizos se sitúa el abrigo, en el frente de una falla inversa de dirección aproximada N-NE/S-SW. En este lugar los materiales son de caliza microlíticas cuyos estratos subverticales superan los 50 centímetros de potencia. En realidad, aunque se hable del yacimiento como cueva, geológicamente sería más apropiado denominarlo como abrigo con morfología de puente natural de fuerte pendiente.
El suelo, con un acusado desnivel, presenta numerosos bloques calizos, algunos de ellos de gran tamaño, que son el resultado de desprendimientos de la bóveda y del retroceso de las entradas de la boca. El abrigo presenta dos entradas: una hacia el sureste y la otra abierta en dirección noroeste.

## Historia
El yacimiento de Cueva Horada puede enmarcarse cronológicamente desde finales del paleolítico inferior hasta la prehistoria reciente; si bien, será durante el paleolítico medio (musteriense) cuando se registre el apogeo habitacional del abrigo. Esta ocupación responde a los patrones característicos de esta época, que elegían como lugares de refugio cuevas o abrigos bien orientados y estratégicamente situados, como es el caso de esta cueva, situada entre la Sierra Arana y la Hoya de Guadix. 